# Yvon Ledanois
Yvon Ledanois, nascido a 5 de julho de 1969 em Montreuil-sous-Bois, é um ciclista francês já retirado. Profissional de 1990 a 2001, ganhou uma etapa na Volta a Espanha de 1997. Desde 2008 é director desportivo da equipa Caisse d'Épargne, reconvertido no Movistar em 2011. Em 2013 passou a dirigir à equipa BMC Racing Team. O seu filho, Kévin Ledanois é também ciclista profissional.

## Palmarés
- 1997
  - 1 etapa da Volta a Espanha
  - 1 etapa do Tour de l'Ain

## Resultados nas grandes voltas
| Corrida         | 1990 | 1991 | 1992 | 1993 | 1994 | 1995 | 1996 | 1997 | 1998 | 1999 | 2000 | 2001 |
| --------------- | ---- | ---- | ---- | ---- | ---- | ---- | ---- | ---- | ---- | ---- | ---- | ---- |
| Giro d'Italia   | -    | -    | Ab.  | -    | -    | -    | -    | -    | -    | -    | -    | -    |
| Tour de France  | -    | -    | 42.º | Ab.  | -    | 30.º | -    | -    | -    | -    | -    | -    |
| Volta a Espanha | -    | -    | -    | -    | -    | -    | -    | 10.º | -    | -    | -    | -    |